# Godoyana laselvensis
Godoyana laselvensis är en insektsart som beskrevs av Nielson 1996. Godoyana laselvensis ingår i släktet Godoyana och familjen dvärgstritar. Inga underarter finns listade i Catalogue of Life.